# Johann Voldemar Jannsen
Johann Voldemar Jannsen, född 16 maj 1819, död 13 juli 1890, var en estnisk poet och journalist. Han skrev texten till Estlands nationalsång Mu isamaa, mu õnn ja rõõm. 1857 grundade han veckotidningen Pernu Postimees vilken var den första att benämna Estlands befolkning som "det estniska folket" (eesti rahvas) istället för "landets folk" (maarahvas). Denna förändring var ett stort bidrag till det nationella uppvaknandet. Johann Voldemar Jannsen var far till Lydia Koidula, en av de största estniska nationalpoeterna.